# Lee McRae
Lee McRae (Pembroke, 23 de janeiro de 1966) é um ex-velocista norte-americano, campeão mundial de atletismo no revezamento 4x100 m em Roma 1987. Ele também tem mais duas medalhas de ouro, uma delas nos 100 m rasos, em Jogos Pan-americanos.